# 원피스 6기
일본 애니메이션 《원피스》 6기 '하늘섬 편' (空島編)은 오다 에이치로의 원작 만화를 기반으로 도에이 애니메이션이 제작하고 우다 고노스케가 감독한 다섯 번째 시즌이다. 2003년 2월 9일부터 2004년 6월 13일까지 일본 후지 TV에서 처음 방송되었으며, 회차는 총 52회 (144화~195화)에 달한다.
하늘섬 편에서는 몽키 D. 루피의 밀짚모자 해적단이 자야섬에서 '하늘섬'의 전설을 전해듣고 초거대 상승기류인 '녹업 스트림'을 타고 하늘로 올라가, 구름으로 이루어진 '스카이피아'와 주민들과 마주하고, 그곳에서 폭압 통치를 이어나가던 번개 능력자 에넬과 대결하는 내용을 담았다. 이와 더불어 하늘섬에 숨겨진 비밀과 슬픈 전설도 함께 밝혀나간다. 전체 52화 가운데 처음 9화 (144화~152화)는 '자야 편'으로, 그 다음 20화 (153화~172화)는 '하늘섬 스카이피아 편'로, 마지막 23화 (173화~195화)는 '하늘섬 황금종 편'으로 묶였다.
대한민국에서는 대원씨아이에서 판권을 확보, 2005년 공중파 KBS2에서 더빙으로 방영하였다. KBS 더빙판은 투니버스 등 다른 방송사에서도 그대로 방영되다가, 2012년 대원방송의 〈원피스 Original〉이란 무삭제판으로 재더빙되었다. 대원방송의 기수 구분으로는 원피스 4기가 '원피스 3기'로 묶였기 때문에 이 시즌은 '원피스 4기'로 명명되었다. 미국에서는 2007년 카툰네트워크에서 처음 더빙 방영되었다.
TV 오리지널 편에서 사용된 오프닝곡은 총 2곡으로, 더 베이비스타즈의 〈빛으로〉 (ヒカリヘ)가 116화~168화에, 봉봉 블랑코의 〈Bon Voyage〉가 169화~206화에 사용되었다. 엔딩곡은 총 4곡으로, 첫번째 엔딩곡으로 루피나의 〈Free Will〉이 156화까지, 두번째 엔딩곡으로 루피나의 〈Faith〉가 168화까지, 세번째 엔딩곡으로 ZZ의 〈A to Z〉가 181화까지, 네번째 엔딩곡으로 셸라의 〈달과 태양〉 (月と太陽)이 나머지 편에 사용되었다. 대한민국에서는 2005년 KBS 더빙판 당시 오프닝곡으로 코요태의 〈우리의 꿈〉이, 엔딩곡으로 신지의 〈나를 너에게〉가 사용되었다.

## 회차 정보
| 자야 편              |    |                                                                                         |                                                 |                   |   |                  |   |
| 144                  | 1  | "하늘을 향한 지침! 인양 왕, 마시라!" "奪われた記録!サルベージ王マシラ!"                 | 가도타 히데히코                                 | 스가 요시유키     | - | 2003년 2월 9일   | - |
| 145                  | 2  | "괴물 등장! 흰수염 일당한테 손대는 건 곧 죽음!" "怪物登場!白ひげ一味には手を出すな"     | 가쿠도 히로유키                                 | 스가 요시유키     | - | 2003년 2월 16일  | - |
| 146                  | 3  | "무법자 천국, 모크 타운!" "夢を見るな!嘲りの街モックタウン!"                            | 이케다 요코                                     | 스가 요시유키     | - | 2003년 2월 23일  | - |
| 147                  | 4  | "해적의 자긍심! 해저탐색왕 쇼죠!" "海賊の高み!夢を語る男と海底探索王"                   | 후지세 준이치 (감독) 사카이 무네히사 (작화감독) | 스가 요시유키     | - | 2003년 3월 9일   | - |
| 148                  | 5  | "전설의 가문! 거짓말쟁이 놀랜드!" "伝説の一族!「うそつきノーランド」"                   | 시미즈 준지                                     | 스가 요시유키     | - | 2003년 3월 16일  | - |
| 149                  | 6  | "사우스 버드 생포 소동!" "雲舵いっぱい!サウスバードを追え!"                             | 엔도 유지                                       | 스가 요시유키     | - | 2003년 3월 23일  | - |
| 150                  | 7  | "베라미 해적단 VS 원숭이 연합군" "幻想は叶わない!?ベラミーVS猿山連合"                   | 가도타 히데히코                                 | 스가 요시유키     | - | 2003년 4월 13일  | - |
| 151                  | 8  | "1억 베리의 사나이! 세계 최고 권력과 검은 수염!" "一億の男!世界最高権力と海賊黒ひげ"    | 고야마 겐                                       | 스가 요시유키     | - | 2003년 4월 20일  | - |
| 152                  | 9  | "하늘로 향하는 배! 녹업 스트림을 타라!" "船は空をゆく!突き上げる海流に乗れ"             | 가쿠도 히로유키                                 | 시마다 미치루     | - | 2003년 4월 27일  | - |
| 하늘섬 스카이피아 편 |    |                                                                                         |                                                 |                   |   |                  |   |
| 153                  | 10 | "여기는 하늘의 바다! 하늘의 기사와 천국의 문" "ここは空の海!空の騎士と天国の門"         | 시미즈 준지                                     | 시마다 미치       | - | 2003년 5월 4일   | - |
| 154                  | 11 | "신의 나라, 스카이피아! 천사들과의 만남" "神の国スカイピア!雲の渚の天使たち"            | 이케다 요코                                     | 야마구치 료타     | - | 2003년 5월 11일  | - |
| 155                  | 12 | "금단의 땅! 신이 사는 섬과 하늘의 심판!" "禁断の聖地!神の住む島と天の裁き!"             | 가도타 히데히코                                 | 시마다 미치루     | - | 2003년 5월 18일  | - |
| 156                  | 13 | "벌써 범죄자? 스카이피아법의 파수꾼!" "早くも犯罪者!?スカイピアの法の番人"              | 후지세 준이치                                   | 스가 요시유키     | - | 2003년 6월 8일   | - |
| 157                  | 14 | "탈출 불가능! 피할 수 없는 시련!" "脱出なるか!?動きはじめた神の試練!"                   | 고야마 겐                                       | 다케가미 준키     | - | 2003년 6월 15일  | - |
| 158                  | 15 | "러블리 거리의 함정! 전능한 '갓 에넬'" "ラブリー通りの罠!全能なる神エネル"              | 가쿠도 히로유키                                 | 다케가미 준키     | - | 2003년 6월 22일  | - |
| 159                  | 16 | "'산 제물'의 제단을 향하여 전진!" "すすめカラス丸!生贄の祭壇を目指せ"                   | 시미즈 준지                                     | 스가 요시유키     | - | 2003년 7월 6일   | - |
| 160                  | 17 | "생존률 10퍼센트, 구슬의 시련! 신관 사토리!" "生存率10%!心綱使いの神官サトリ!"          | 가도타 히데히코                                 | 스가 요시유키     | - | 2003년 7월 13일  | - |
| 161                  | 18 | "'미혹의 숲'에서의 사투!" "「玉の試練」の脅威!迷いの森の死闘"                           | 도코로 가츠미                                   | 다케가미 준키     | - | 2003년 7월 20일  | - |
| 162                  | 19 | "위기의 쵸파! 간 폴 VS 신관 슈라!" "チョッパー危うし!元神VS神官シュラ"                  | 사카이 무네히사                                 | 다케가미 준키     | - | 2003년 8월 3일   | - |
| 163                  | 20 | "끈의 시련 그리고 사랑의 시련!?" "摩訶不思議!紐の試練と恋の試練!?"                      | 고야마 겐                                       | 스가 요시유키     | - | 2003년 8월 10일  | - |
| 164                  | 21 | "샨도라의 불을 밝혀라! 전사 와이퍼" "シャンドラの灯を燈せ!戦士ワイパー"                 | 우다 고노스케                                   | 스가 요시유키     | - | 2003년 8월 17일  | - |
| 165                  | 22 | "천공의 황금도시 자야! 향하라 신전으로!" "天空の黄金卿ジャヤ!目指せ神の社!"             | 후지세 준이치 (감독) 요코야마 겐지 (작화감독)   | 다케가미 준키     | - | 2003년 8월 24일  | - |
| 166                  | 23 | "황금 전야제! 동경의 대상 바스!" "黄金前夜祭!「ヴァース」への想い!"                     | 이케다 요코                                     | 다케가미 준키     | - | 2003년 9월 7일   | - |
| 167                  | 24 | "에넬신의 등장!" "神·エネル登場!!生き残りへの夜明曲"                                    | 야마구치 시게야스                               | 스가 요시유키     | - | 2003년 9월 21일  | - |
| 168                  | 25 | "이무기와의 대결! 마침내 시작되는 서바이벌 게임!" "牙むく大蛇!遂に始まる生き残り合戦"   | 사카이 무네히사                                 | 다케가미 준키     | - | 2003년 10월 12일 | - |
| 169                  | 26 | "필사의 리젝트! 전쟁귀신 와이퍼의 각오!" "捨身の排撃!!「戦鬼」ワイパーの覚悟"           | 사카이 무네히사                                 | 다케가미 준키     | - | 2003년 10월 19일 | - |
| 170                  | 27 | "공중대결! 해적 조로 vs 전사 브라함!" "空中の激戦!海賊ゾロVS戦士ブラハム"               | 고야마 겐                                       | 다케가미 준키     | - | 2003년 10월 19일 | - |
| 171                  | 28 | "바주카 대결! 루피 vs 전쟁귀신 와이퍼!" "唸る燃焼砲!!ルフィVS戦鬼ワイパー闘"            | 도코로 가츠미                                   | 스가 요시유키     | - | 2003년 10월 26일 | - |
| 172                  | 29 | "늪의 시련! 쵸파 vs 신관 게다츠!" "沼の試練!チョッパーVS神官ゲダツ!!"                   | 가도타 히데히코                                 | 스가 요시유키     | - | 2003년 11월 2일  | - |
| 하늘섬 황금종 편     |    |                                                                                         |                                                 |                   |   |                  |   |
| 173                  | 30 | "무적의 능력! 밝혀지는 에넬의 정체!" "無敵の能力!明かされるエネルの正体"                | 우다 고노스케                                   | 다케가미 준       | - | 2003년 11월 9일  | - |
| 174                  | 31 | "잃어버린 도시! 웅장한 샨도라의 유적!" "幻の都!雄大なるシャンドラの遺跡!!"              | 이케다 요코 (감독) 요코야마 겐지 (작화감독)     | 다케가미 준키     | - | 2003년 11월 16일 | - |
| 175                  | 32 | "생존율 제로! 쵸파 vs 신관 오움" "生存率0%!!チョッパーVS神官オーム"                     | 후지세 준이치                                   | 다케가미 준키     | - | 2003년 12월 21일 | - |
| 176                  | 33 | "자이언트 잭에 올라라! 상층유적의 사투" "巨大豆蔓"を登れ!!上層遺跡の死闘"               | 사카이 무네히사                                 | 시마다 미치루     | - | 2004년 1월 11일  | - |
| 177                  | 34 | "철의 시련의 진면목!" "鉄の試練の真骨頂!白荊デスマッチ!!"                               | 고야마 겐                                       | 시마다 미치       | - | 2004년 1월 18일  | - |
| 178                  | 35 | "용솟음치는 참격! 조로 vs 신관 오움!!" "ほとばしる斬撃!ゾロVS神官オーム!!"              | 가도타 히데히코                                 | 시마다 미치루     | - | 2004년 1월 25일  | - |
| 179                  | 36 | "무너져 가는 상층유적! 피날레의 5중주!!" "崩れゆく上層遺跡!終曲への五重奏!!"            | 도코로 가츠미                                   | 시마다 미치루     | - | 2004년 2월 1일   | - |
| 180                  | 37 | "고대 유적의 대결! 갓 에넬이ㅡ 목적!!" "古代遺跡の対決!神·エネルの目的"                 | 가이자와 유키오                                 | 다케가미 준키     | - | 2004년 2월 8일   | - |
| 181                  | 38 | "페어리 바스로의 야망, 신의 방주 맥심!!" "限りない大地への野望方舟マクシム!!"           | 이케다 요코                                     | 다케가미 준키     | - | 2004년 2월 15일  | - |
| 182                  | 39 | "드디어 격돌! 해적 루피 vs 갓 에넬!!" "遂に激突!海賊ルフィVS神·エネル!!"                | 우다 고노스케                                   | 다케가미 준키     | - | 2004년 2월 22일  | - |
| 183                  | 40 | "날아오르는 맥심! 움직이기 시작하는 데스피아!!" "マクシム浮上!動き始めたデスピア!!"     | 이마무라 다카히로                               | 시마다 미치루     | - | 2004년 2월 29일  | - |
| 184                  | 41 | "추락하는 루피! 신의 심판과 나미의 바램!!" "ルフィ落下!神の裁きとナミの望み!!"          | 고야마 겐                                       | 시마다 미치루     | - | 2004년 3월 7일   | - |
| 185                  | 42 | "불타는 사랑의 구출전선!!" "目覚めた二人!燃える恋の救出前線!!"                          | 사카이 무네히사                                 | 시마다 미치루     | - | 2004년 3월 14일  | - |
| 186                  | 43 | "다가오는 하늘섬의 종말!!" "絶望への狂想曲迫り来る空島の消滅!!"                         | 가도타 히데히코                                 | 가미사카 히로히   | - | 2004년 3월 21일  | - |
| 187                  | 44 | "대전사와 탐험가의 이야기" "鐘の音の導き!大戦士と探検家の物語"                          | 가쿠도 히로유키                                 | 가미사카 히로히코 | - | 2004년 3월 28일  | - |
| 188                  | 45 | "저주로부터의 해방! 대전사가 흘린 눈물!!" "呪縛からの解放!大戦士が流した涙!!"           | 이마무라 다카히로                               | 가미사카 히로히   | - | 2004년 3월 28일  | - |
| 189                  | 46 | "영원한 벗! 대해에 울리는 맹세의 종소리!!" "永遠の親友!大海原に響く誓いの鐘"            | 도코로 가츠미                                   | 가미사카 히로히   | - | 2004년 4월 4일   | - |
| 190                  | 47 | "사라져가는 엔젤섬!! 라이고(뇌영)의 공포!!" "エンジェル島消滅!雷迎降臨の恐怖!!"         | 고야마 겐                                       | 가미사카 히로히   | - | 2004년 4월 25일  | - |
| 191                  | 48 | "자이언트 잭을 쓰러뜨려라! 탈출을 향한 최후의 바램" "巨大豆蔓を倒せ!脱出への最後の望み" | 이케다 요코                                     | 가미사카 히로히코 | - | 2004년 5월 2일   | - |
| 192                  | 49 | "신의 나라의 기적! 천사에게 닿은 섬의 노래" "神の国の奇跡!天使に届いた島の歌声"         | 가도타 히데히코                                 | 가미사카 히로히코 | - | 2004년 5월 9일   | - |
| 193                  | 50 | "전쟁의 종언! 긍지 높은 판타지아" "戦いの終焉!遠く響く誇り高き幻想曲"                   | 가쿠도 히로유키                                 | 가미사카 히로히   | - | 2004년 5월 23일  | - |
| 194                  | 51 | "나 이곳에 다녀가다!" "我ここに至る!歴史の本文が紡ぐもの"                               | 후지세 준이치                                   | 가미사카 히로히코 | - | 2004년 6월 6일   | - |
| 195                  | 52 | "가자 청해로!" "いざ青海へ!!想いが織りなす最終楽章"                                     | 사카이 무네히사                                 | 가미사카 히로히코 | - | 2004년 6월 13일  | - |